# Freddy de Vree
Freddy de Vree (Antwerpen, 3 oktober 1939 – aldaar 3 juli 2004) was een Belgisch dichter, essayist en radiomaker. Hij schreef ook onder het pseudoniem Marie-Claire de Jonghe, en mogelijk ook Conny Couperus.

## Loopbaan
Freddy de Vree - een eigenzinnige, anarchistische en dandyeske persoonlijkheid - schreef aanvankelijk in het Frans, maar schakelde daarna over op het Nederlands. Hij was redactielid van een paar literaire tijdschriften en publiceerde bij De Bezige Bij verscheidene dichtbundels. Hij was jarenlang werkzaam als programmamaker en producer bij de Vlaamse culturele radiozender Radio-3. Een tijdlang runde hij ook de kleine uitgeverij Ziggurat in Antwerpen, die luxueuze bibliofiele edities van onder andere Hugo Claus en C.C. Krijgelmans heeft uitgegeven.
De Vree was sinds de jaren 60 bevriend met W.F. Hermans, die hij ook herhaaldelijk en uitgebreid interviewde voor de radio. In De aardigste man ter wereld (2002) laat hij vooral de 'andere kant' van Hermans zien. In dit rijkelijk geïllustreerde boek komt een beeld naar voren van Hermans als een zeer gastvrij man, vriendelijk, openhartig, humoristisch, bourgondisch en vooral een interessant verteller over zijn eigen werk en tal van andere onderwerpen. Hij was de vriend van actrice Sylvia Kristel.

## Noot
1. ↑  Van de hand van deze 'Conny Couperus' is het werkje Sneeuwwitje en de leeuwerik van Vlaanderen. Het is niet geheel duidelijk wie achter dit pseudoniem schuilt. Sommige bronnen spreken van De Vree, andere van Hugo Claus of Heere Heeresma. Er wordt ook wel gesteld dat het een gezamenlijk werk van De Vree en Claus is. Zie o.a. Lukas De Vos, Schrillers. De stille, de stoere en de schoft, p. 39; Christophe Vekeman, Leven is werk, ‘Maar goed, ja, wie ben ik?’; en de ingangen Hugo Claus en Freddy de Vree op de Digitale Bibliotheek voor de Nederlandse Letteren. Gearchiveerd op 8 juni 2023.

- Bibliothèque nationale de France: cb10144396t (data)
- Biografisch Portaal: 19166494
- Digitale Bibliotheek voor de Nederlandse Letteren: vree001
- Gemeinsame Normdatei: 124176135
- International Standard Name Identifier: 0000 0001 2027 2140
- Library of Congress Control Number: n79123585
- Nationale Bibliotheek van Israël: 987007423766305171
- Nederlandse Thesaurus van Auteursnamen: 068339348
- Système universitaire de documentation: 085997056
- Virtual International Authority File: 63993878
- WorldCat: E39PBJcgt334wmxV8gXRKDBHG3